# Rosario Nicolò
Rosario Nicolò (Reggio Calabria, 12 settembre 1910 – Roma, 31 dicembre 1987) è stato un giurista e avvocato italiano civilista.

## Biografia
Si laureò in giurisprudenza a Messina a soli 20 anni, e a 24 vinse il concorso a professore ordinario di diritto civile all'Università di Catania. Caso forse unico nella storia accademica, fu dichiarato vincitore da una commissione presieduta da Filippo Vassalli, solo sulla base degli scritti giuridici prodotti, e senza che fino ad allora nessuno dei componenti avesse mai fatto la sua conoscenza personale diretta. Anche a quell'epoca, infatti, era consuetudine che in sede di concorso le cattedre e gli incarichi fossero attribuiti agli allievi dei componenti più autorevoli della commissione.
Dopo aver insegnato alle facoltà di giurisprudenza di Catania, di Messina, di Pisa e di Napoli, nel 1954 fu chiamato all'Università "La Sapienza" di Roma, tenendo per un anno accademico il corso di istituzioni di diritto privato alla facoltà di Economia e Commercio e, a partire dall'anno successivo, quello di istituzioni di diritto privato alla facoltà di giurisprudenza, succedendo a Fulvio Maroi. In seguito, passò all'insegnamento di diritto civile. Fu anche preside della facoltà dal 1967 al 1980. Collocato fuori ruolo nel 1980, fu acclamato professore emerito nel 1985. Nicolò esercitò con successo la professione di avvocato civilista. Fu anche membro del consiglio di amministrazione della Cassa di Risparmio di Roma e di altre importanti società.
Il 28 aprile 1977 fu vittima di un rapimento nei pressi della propria abitazione romana. Fu liberato dopo più di un mese di detenzione e il pagamento di un ingente riscatto.

## Il codice civile
Rosario Nicolò ebbe un ruolo di primo piano nella redazione del codice civile del 1942, i cui lavori preparatori presero il via nel 1924. Braccio destro del principale responsabile dei lavori di codificazione Filippo Vassalli, si occupò in prima persona della redazione di singole norme, della revisione degli articolati allestiti da altri studiosi, del coordinamento dell'intero testo e della stesura di alcune relazioni. Il ruolo di Nicolò si fece ancora più rilevante in occasione della redazione del libro IV ("delle obbligazioni") del codice civile. Il ministro della Giustizia Dino Grandi, entrato in carica nel 1939, aveva infatti deciso di far ritirare il testo originario del libro IV, messo a punto nel 1927 da una commissione paritetica franco-italiana (si trattava, infatti, del testo del "progetto di codice italo-francese delle obbligazioni e dei contratti" previsto da un accordo internazionale e mai entrato in vigore). Di qui la necessità di ripartire da zero. Membro di una sottocommissione presideduta dal magistrato Andrea Ferrara che aveva il compito di redigere il nuovo libro delle obbligazioni, Nicolò si occupò segnatamente della stesura dei capi dedicati all'adempimento, alle conseguenze dell'adempimento, alle azioni surrogatoria e revocatoria e all'estinzione delle obbligazioni (con l'eccezione della prescrizione estintiva). Curò anche la delicata operazione che consisteva nell'unificazione delle obbligazioni civili e commerciali, conseguenza dell'abbandono dell'ipotesi di un nuovo codice di commercio in favore di un codice unico. Il riversamento dei materiali preparati per il progetto di codice di commercio allestito nel 1940 da una sottocommissione presieduta da Alberto Asquini negli attuali libri IV e V del codice civile fu una delle principali mansioni di Nicolò.

## Dottrina
Nel corso della sua carriera scientifica, costituì un punto di riferimento della scuola giuridica italiana, nella quale divenne presto riconoscibile la sua impronta di brillante dialettico e di lucido interprete della norma giuridica, collocata nel suo contesto storico e perciò dinamicamente flessibile alle esigenze dei tempi, e non considerata come vuota e rigida affermazione di principi astratti.
Tra le sue opere principali: La delegazione, L'adempimento dell'obbligo altrui, La vocazione ereditaria diretta e indiretta, Riflessione sul tema dell'impresa, La trascrizione, e le voci Adempimento, Erede, Diritto civile e Codice civile dell'Enciclopedia del diritto.
Tra i suoi numerosi allievi, Maria Claudia Andrini, Emanuele Calò, Adolfo Di Majo, Giovanni Battista Ferri, Francesco Gazzoni, Giorgio Giampiccolo, Michele Giorgianni, Nicolò Lipari, Gennaro Mariconda, Davide Messinetti, Enrico Moscati, Giovanni Pocaterra, Stefano Rodotà, Cesare Salvi, Paolo Vitucci.

## Opere (parziale)
L'opera scientifica di Rosario Nicolò, che abbraccia un arco di tempo di più di mezzo secolo a cavallo tra la prima e la seconda metà del Novecento, è interamente reperibile nella Raccolta di scritti, pubblicata nel 1980  (tomi I e II, pp.VII, 1885) e nel 1993  (tomo III, pp. VIII, 944) dall'editore Giuffrè.
Il contributo di grande innovazione fornito da Nicolò agli studi civilistici è, da ultimo, testimoniato, attraverso le voci di alcuni tra i più eminenti studiosi contemporanei, nel volume Rosario Nicolò, curato da Nicolò Lipari per la collana I maestri italiani del diritto civile, Edizioni Scientifiche Italiane, 2011.
- Nicolò, Rosario. Accollo e delegazione ,Padova, CEDAM, 1932
- Nicolò, Rosario, Il negozio delegatorio Messina, Tip. Ditta D'Amico, 1932
- Nicolò, Rosario. La vocazione ereditaria diretta e indiretta Messina Officine grafiche Principato, 1934
- Nicolò, Rosario. L' adempimento dell'obbligo altrui, Milano, Giuffrè, 1936
- Nicolò, Rosario. Art. 2900-2969  c.c.: Surrogatoria, revocatoria, Bologna, Zanichelli, 1953.